# Endecous hubbelli
Endecous hubbelli is een rechtvleugelig insect uit de familie krekels (Gryllidae). De wetenschappelijke naam van deze soort is voor het eerst geldig gepubliceerd in 1965 door Liebermann.